# Zahrádky
Zahrádky este o arie protejată (arie specială de conservare — SAC, sit de importanță comunitară — SCI) din Republica Cehă întinsă pe o suprafață de 12,67 ha, integral pe uscat.

## Localizare
Centrul sitului Zahrádky este situat la coordonatele 50°37′47″N 14°31′17″E / 50.629722°N 14.521389°E.

## Înființare
Situl Zahrádky a fost declarat sit de importanță comunitară în aprilie 2005 pentru a proteja 1 specie de animale. Situl a fost protejat și ca arie specială de conservare în martie 2013.

## Biodiversitate
Situată în ecoregiunea continentală, aria protejată nu include niciun habitat protejat.
La baza desemnării sitului se află o specie protejată de  nevertebrate: Osmoderma eremita.